# Campionat del món de ciclisme en pista de 1896
El Campionat Mundial de Ciclisme en Pista de 1896 es va celebrar a Copenhaguen (Dinamarca) del 15 al 17 d'agost de 1896. En total es va competir en 4 disciplines, 2 de professionals i 2 d'amateurs.

## Resultats

### Professional
| Prova                | Or                                 | Argent                           | Bronze                               |
| Velocitat individual | Paul Bourrillon · França           | Charles F. Barden · Regne Unit   | Edmond Jacquelin · França            |
| Darrere moto         | Arthur Adalbert Chase · Regne Unit | Jack William Stocks · Regne Unit | Franz Gerger · Imperi Austrohongarès |

#### Amateur
| Prova                | Or                         | Argent                       | Bronze                      |
| Velocitat individual | Harry Reynolds Irlanda     | Edwin Schraeder · Dinamarca  | Charles Guillaumet · França |
| Darrere moto         | Fernand Ponscarme · França | Michael Djakoff · Imperi Rus | Anton Hansen · Dinamarca    |

## Medaller
| Pos. | País                  | Or | Plata | Bronze | Total |
| 1    | França                | 2  | 0     | 2      | 4     |
| 2    | Regne Unit            | 1  | 2     | 0      | 3     |
| 3    | Irlanda               | 1  | 0     | 0      | 1     |
| 4    | Dinamarca             | 0  | 1     | 1      | 2     |
| 5    | Imperi Rus            | 0  | 1     | 0      | 1     |
| 6    | Imperi Austrohongarès | 0  | 0     | 1      | 1     |